# MetroLyrics
MetroLyrics était un site web dédié aux paroles de chansons. Il a été créé en décembre 2002 et sa base de données contenait plus d'un million de chansons de plus de 16 000 artistes.

## Histoire
En 2008, MetroLyrics a été le premier site dédié aux paroles à accorder une licence pour le catalogue de paroles de Gracenote. Grâce à son modèle de licence, les titulaires de droits d'auteur sur les paroles accumulaient des royalties lorsque leur travail était affiché sur le site, que MetroLyrics récupérait en collectant de l'argent grâce aux bannières publicitaires. Les royalties étaient payées sur toutes les paroles affichées et étaient gérées par Gracenote. En janvier 2013, LyricFind a acquis l'activité de licence de paroles de Gracenote, la fusionnant avec la sienne. Le modèle de licence de MetroLyrics était distinct, car de nombreux sites Web de paroles offrent du contenu sans licence et peut-être en violation du droit d'auteur.
MetroLyrics a été acheté par CBS Interactive en octobre 2011,. Red Ventures (en) a ensuite racheté CNET Media Group, y compris MetroLyrics, auprès de CBS Interactive en 2020.
Le site a brusquement été fermé fin juin 2021.